# کشتی مین‌روب کلاس هانت (۱۹۱۶)
ماین‌سوییپر کلاس هانت (۱۹۱۶) (به انگلیسی: Hunt-class minesweeper (1916)) یک کلاس از کشتی است که طول آن ۲۳۱ فوت (۷۰٫۴ متر) می‌باشد.